# Avikultur

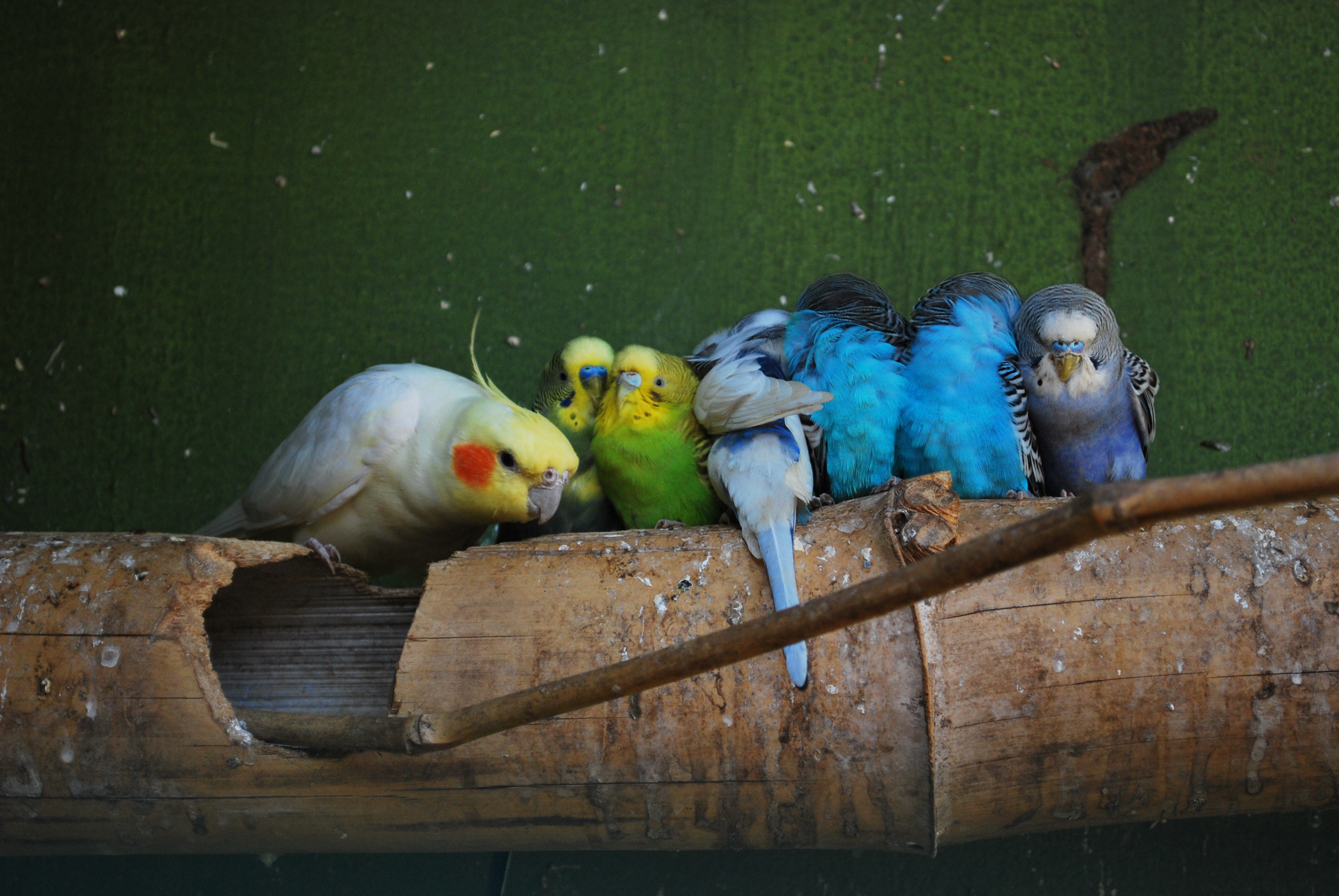
Undulater tillsammans med en nymfparakit i fångenskap.

Avikultur (av latinets avis som betyder "fågel" och cultura som betyder "vård" eller "odling'") är bruket att hålla och föda upp fåglar i fångenskap under kontrollerade former, oftast i bur eller voljärer. Det kan vara som en hobby, för forskning och miljöskydd eller för profit. Med avikultur kan även menas den kultur som omgärdar företeelsen att hålla burfåglar. Vanliga fåglar inom avikultur är papegojor och olika typer av finkar.